# Alejandro Roca Rey
Alejandro Roca-Rey Pérez-Garreaud (Lima, 3 de octubre de 1995), más conocido como Alejandro Roca Rey, es un actor, músico y director de cine peruano, que se ha ganado notoriedad al haber participado en el formato televisivo juvenil América kids de América Televisión. 
Dirigió el cortometraje dramático Wañuy, la cual fue premiado los festivales de Palm Spring y Clermont-Ferrand en la categoría de «Mejor cortometraje extranjero».

## Biografía
Alejandro Roca-Rey Pérez-Garreaud nació el 3 de octubre de 1995 en la capital peruana Lima, proveniente de una familia de clase media alta. En sus primeros años, vivió por un breve tiempo en Santiago de Chile.[cita requerida]
Comenzó su carrera artística a la edad de los ocho años haciendo su debut en el reparto principal de la obra teatral El principito allá por 2004.[cita requerida]  Pero fue en 2007, cuando Roca Rey obtendría su paso por la fama gracias a su participación en el formato juvenil América kids de América Televisión, inicialmente como miniserie y años más tarde, cambiaría de género a programa de televisión debido al estreno del otro derivado La Akdemia, donde se desempeñaría por primera vez en la conducción compartiendo al lado de otras figuras adolescentes Valeria Flórez, Ximena Hoyos, Derek Fry y Dayanna Reátegui. Previo a ello, participó en la otra producción local Mi problema con las mujeres como el niño José ese año.
En 2009 debuta en la música de la mano del compositor y músico peruano Juan Carlos Fernández, lanzando su tema debut «Solo pensando en ti».[cita requerida]
Tras el final de América kids en 2012, comienza a realizar sus estudios de dirección y producción en la Escuela Peruana de la Industria Cinematográfica, a cargo de la dirección del cineasta Francisco Lombardi. Al año siguiente, Roca Rey tuvo una participación especial en la teleserie biográfica Los amores de Polo, donde interpretaría al fallecido compositor Augusto Polo Campos en su etapa adolescente.
Años más tarde, en 2017 asume la dirección de su cortometraje Wañuy, la cual compitió en el Festival de Clermont-Ferrand en Francia, resultando finalmente como ganadora de la categoría «Mejor cortometraje extranjero». También fue galardonada en los Premios FilmoCorto en la categoría «Mejor ópera prima». Según en su entrevista para América noticias, Roca Rey afirmó que su proyecto se trata de Pablo, un taxista que recorre por las calles de Lima, pasa un momento difícil de su vida. En esta película, contó como protagonista al reconocido actor peruano Gonzalo Molina.
Roca Rey se suma al equipo de la distribuidora local Cine 70 en 2018 y funda su propia productora Turbo Media, donde ha sido parte de la dirección de diferentes comerciales de televisión. En el mismo año, dirige el documental peruano Desafío Paracas para el canal Latina Televisión, basado en la historia de tres amigos en una de sus aventuras en Paracas, en el departamento de Ica.
En 2019 retoma su faceta musical lanzando su siguiente sencillo «En mi corazón» obteniendo una gran aceptación en la plataforma YouTube[cita requerida]  y colabora con Raes en el tema musical «Amanecer» en 2020, durante el estado de emergencia por el COVID-19. En 2021, Roca Rey lanza el álbum Chance de Chanel.[cita requerida]
En la actualidad se desempeña como docente de la Dirección de Contenidos Publicitarios en la Escuela de Negocios Centrum y el Centro Cultural de la Pontificia Universidad Católica del Perú fuera de la televisión peruana.

## Filmografía

### Televisión
| Año       | Título                      | Rol                               | Notas                         | Emisión                 | Ref.             |
| --------- | --------------------------- | --------------------------------- | ----------------------------- | ----------------------- | ---------------- |
| 2007      | Mi problema con las mujeres | Niño José                         | Rol secundario                | Panamericana Televisión | [cita requerida] |
| 2007-2008 | América kids                | Alejandro                         | Rol protagónico               | América Televisión      | [ 14 ]           |
| 2008      | Calle en llamas             |                                   | Rol principal                 |                         | [cita requerida] |
| 2010-2012 | América kids                | Él mismo                          | Presentador                   | América Televisión      | [ 14 ]           |
| 2013      | Los amores de Polo          | Augusto Polo Campos (adolescente) | Rol protagónico especial      | América Televisión      | [ 6 ]            |
| 2015      | Amores que matan            |                                   | Rol de participación especial | América Televisión      | [cita requerida] |
| 2018      | Desafío Paracas             | Él mismo                          | Director general              | Latina Televisión       | [ 12 ] [ 15 ]    |
| 2025      | Brujas                      | Felipe La Torre Ramírez           | Rol protagónico               | América Televisión      | [cita requerida] |

### Cine
| Año  | Título   | Rol      | Notas              | Ref.             |
| ---- | -------- | -------- | ------------------ | ---------------- |
| 2015 | Juguetes | Él mismo | Director de sonido | [cita requerida] |
| 2017 | Wañuy    | Él mismo | Director general   | [ 7 ]            |

### Teatro
| Año  | Título        | Rol | Notas           | Ref.             |
| ---- | ------------- | --- | --------------- | ---------------- |
| 2004 | El principito |     | Rol protagónico | [cita requerida] |
| 2005 | El principito |     | Rol protagónico | [cita requerida] |
| 2009 | El principito |     | Rol protagónico | [cita requerida] |

## Discografía

### Álbumes
- 2009: Solo pensando en ti
- 2019: En mi corazón
- 2020: Año nuevo
- 2021: Chance de Chanel